# Diego de Nicuesa
Diego de Nicuesa va ser un explorador espanyol, membre d'una família noble i influent, natural de Baeza (Jaén).
L'abril de 1502 va arribar a Santo Domingo amb la flotilla de Nicolás de Ovando y Cáceres.
El 9 de juny de 1508, a les capitulacions de la junta de Burgos convocada per Ferran el Catòlic, va ser nomenat governador de Veragua, territori que s'estenia pel litoral caribeny de les actuals Repúbliques de Nicaragua i Costa Rica i part de l'actual costa panamenya, i al qual s'atribuïa gran riquesa aurífera. Va arribar a prendre possessió del seu governació el 1510 i va efectuar un recorregut per la costa, però la seva expedició va ser molt desgraciada, i fins i tot durant un temps va estar abandonat amb un petit grup d'homes a l'illa Cayo d'Aigua. Va fundar la ciutat de Nombre de Dios a la costa atlàntica de Panamà. En 1511, la seva autoritat va ser discutida per un grup en què participava Vasco Núñez de Balboa, i se'l va obligar a embarcar en un vaixell inservible, sense que se'n tornessin a tenir notícies.